# Careproctus merretti
Careproctus merretti är en fiskart som beskrevs av Anatoly Petrovich Andriashev och Chernova, 1988. Careproctus merretti ingår i släktet Careproctus och familjen Liparidae. Inga underarter finns listade.